# Teatrzyk Zielone Oko
Teatrzyk Zielone Oko – nazwa cyklu słuchowisk radiowych emitowanych w Programie III Polskiego Radia.
W ramach cyklu prezentowane były słuchowiska o charakterze radiowego teatru sensacji, czasem z elementami żartobliwymi lub fantastyki naukowej. Podstawę wielu słuchowisk stanowiły utwory literackie polskich i zagranicznych pisarzy (m.in. opowiadania Arthura Conana Doyle’a, Janusza A. Zajdla), inne pisane były od początku z myślą o prezentacji w ramach cyklu.
Pierwsze słuchowisko „Teatrzyku Zielone Oko” polskiego autora nadano 13 czerwca 1967 roku, co potwierdził Andrzej Zakrzewski w audycji wyemitowanej 11 listopada 2010, gdy rozwiązywano plebiscyt na 33 najlepsze audycje. Emisję cyklu przerwało wprowadzenie w Polsce w 1981 roku stanu wojennego. Po wznowieniu nadawania przez Program Trzeci słuchowiska „Teatrzyku” ponownie pojawiały się na antenie od 10 kwietnia 1982 roku. Na ten okres przypadał szczyt popularności „Teatrzyku Zielone Oko”, nadawanego wówczas po Liście Przebojów Programu III. Regularne nadawanie cyklu zakończono 28 listopada 1987. W późniejszych latach miały miejsce nieregularne wznowienia (wakacje 1988, wakacje 1989, 1992-1994 i od 26 kwietnia 2002 do 25 kwietnia 2003), w ramach których emitowano archiwalne słuchowiska i przygotowywano nowe.